# Sacrario militare della Santissima Trinità
La chiesa della Santissima Trinità è un luogo di culto cattolico di Schio, collocato tra le vie Santissima Trinità e XXIX Aprile. Annesso alla chiesa il sacrario militare, cimitero di guerra cittadino.

## Storia
I primi documenti che parlano della chiesa della Santissima Trinità risalgono al XV secolo.
A partire dagli anni trenta del XVIII secolo la chiesa divenne sede dell'ordine dei Trinitari, che si impegnò nel rinnovamento radicale dell'edificio che ospitava la confraternita, che versava in stato di avanzato degrado. L'edificio, praticamente ricostruito, venne benedetto nell'agosto del 1736, come testimoniato dal testo murato all'interno dell'edificio: D(EO) O(PTIMO) M(AXIMO) / «HUIUS ECCLESIAE S(ANCTISSIMAE) TRINITATIS BENEDICTIO / TERTIADECIMA DIE AUGUSTI PERFECTA FUIT / A R(EVERENDISSI)MO D(OMINO) D(OMINO) MARCO ANTONIO BIOLO / CATHEDRALIS VICENTIAE CANONICO / NEC NON VICARIO GENERALI EPISCOPALI» / (ANNO DOMINI MDCCXXXVI) (traduzione:A Dio ottimo massimo. «La benedizione di questa chiesa della Santissima Trinità fu compiuta il dí 13 agosto dal reverendissimo signore don Marco Antonio Biolo canonico della cattedrale di Vicenza nonché vicario generale del vescovo». (Nell'anno del Signore 1736)). Negli anni successivi si decorarono gli interni e, sul finire del Settecento, si edificò il nuovo campanile.
Negli anni seguenti la scuola fu soppressa in applicazione delle leggi napoleoniche e dal 1807 l'area circostante la chiesa fu scelta quale sede per il primo cimitero extraurbano scledense; in precedenza il principale luogo di sepoltura era collocato nelle adiacenze della chiesa di san Pietro. Il 24 maggio 1807 l'arciprete Giuseppe Manfrin Provedi benedisse il nuovo cimitero di Schio.
Nell'Ottocento la chiesa ospitò nuovamente una scuola, quella del Santo Suffragio. Nel 1890 venne edificato in un altro sito il nuovo cimitero di Schio, progettato da Giovanni Battista Saccardo, che andò a sostituire quello esistente presso la Santissima Trinità; di conseguenza la chiesa della Santissima Trinità perse il suo ruolo di "chiesa del cimitero", andando lentamente verso uno stato di abbandono.
Durante il primo conflitto mondiale chiesa e ex camposanto furono utilizzati come deposito per armi, vestiario, combustibili e viveri.
Terminata la guerra i caduti inumati nei vari cimiteri provvisori allestiti a Schio e nei monti del circondario, vennero trasferiti nel nuovo "cimitero militare della Santissima Trinità", in quell'occasione anche la chiesa venne restaurata; camposanto e chiesa vennero ufficialmente inaugurate il 4 novembre 1925 ed il 29 agosto 1926 il complesso venne visitato da re Vittorio Emanuele III in concomitanza con l'inaugurazione dell'Ossario del Pasubio.
Nel 1930 la chiesa fu completata da un nuovo accesso realizzato in stile neoclassico realizzato sul lato di destra ed il cimitero militare fu completamente riorganizzato mediante la costruzione di un vero e proprio chiostro ossario.
Esso conserva i resti degli oltre 5000 caduti noti e ignoti della grande guerra, della seconda guerra mondiale e della resistenza.
A Schio è stata realizzata nel 1983, su progetto di Ettore Vio, una seconda chiesa dedicata alla Santissima Trinità: questa funge da parrocchiale del popoloso omonimo quartiere sorto a partire dagli anni sessanta sulla campagna che si sviluppava a nord-est rispetto alla vecchia chiesa della Santissima Trinità, lungo la strada per Santorso.

## Descrizione

### Chiesa
La chiesa della Santissima Trinità, nonostante le inevitabili modifiche dovute alla collocazione dei cimiteri civile prima e militare poi nelle sue pertinenze, conserva sostanzialmente la struttura conferitagli nel XVIII secolo dai Trinitari. Lo stile architettonico rispecchia una fase di passaggio tra il barocco ed il neoclassico.

#### Esterni

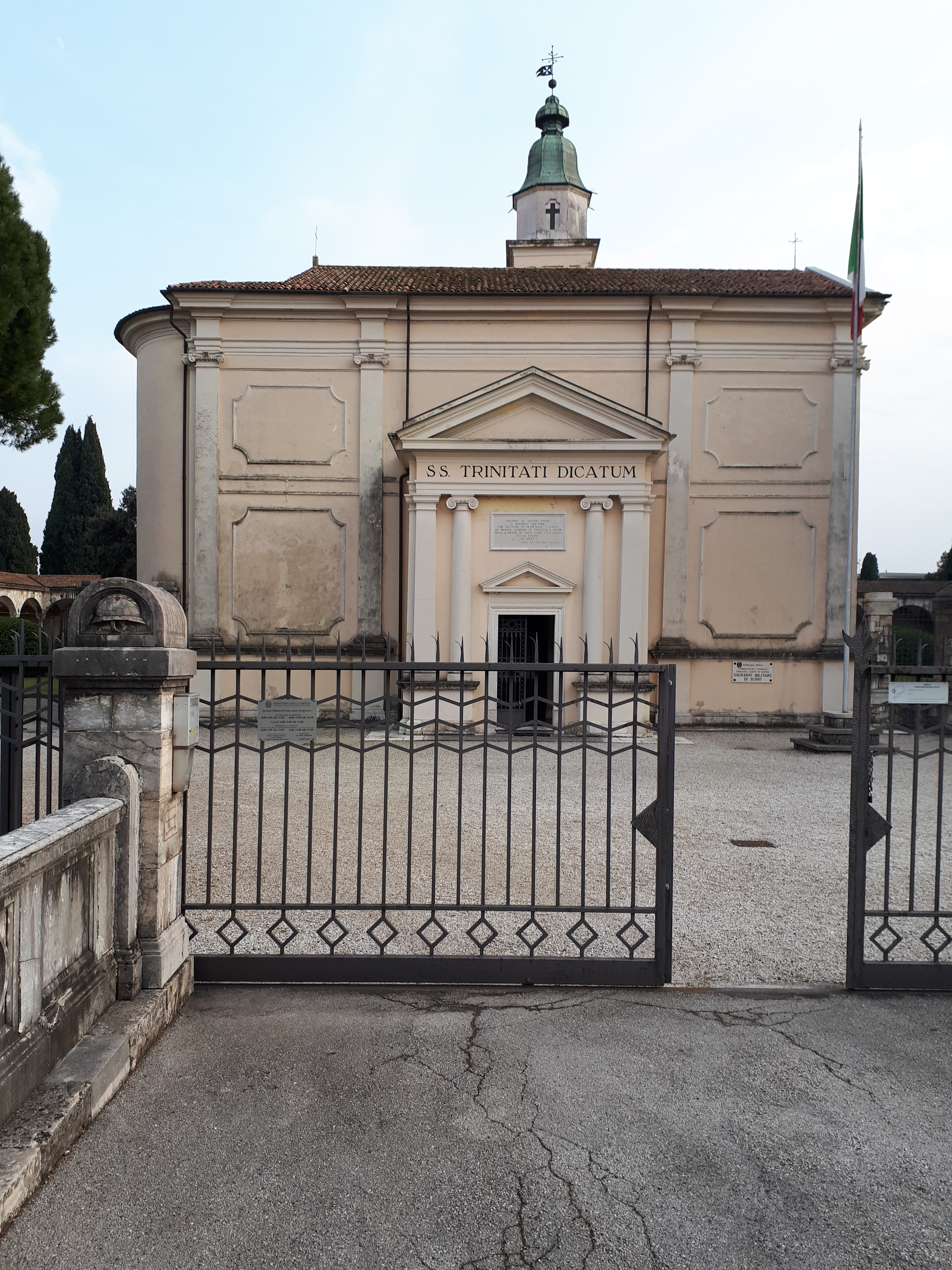
Vista laterale della chiesa. Si nota l'ingresso di gusto classico aggiunto nel 1930

La chiesa, di modeste dimensioni, presenta una facciata scandita da lesene e movimentata da varie aperture, quelle superiori lobate; è conclusa da una abside semicircolare. Sulla fiancata destra dell'edificio (anch'essa ritmata da lesene, come pure la fiancata opposta) un pronao classico di ordine ionico, aggiunto nel 1930 in occasione della edificazione del chiostro, funge da ingresso principale dell'edificio. Sulla sinistra invece si eleva il campanile settecentesco caratterizzato dalla cella campanaria a bifore, dal tamburo ottagonale e dal pinnacolo a forma di campana.

#### Interno
La chiesa si presenta con un'unica aula rettangolare scandita da lesene, arricchita da un cospicuo apparato lapìdeo, dovuto principalmente alla funzione di cappella del cimitero militare; il soffitto riccamente decorato con stucchi è decorato con affreschi opera di Giuseppe Pozzolo (1746): Adorazione dei pastori, Istituzione dell'ordine dei Trinitari, Liberazione degli schiavi.
La zona del presbiterio ospita un elegante altare in marmi policromi realizzato tra il 1743 ed il 1746 che conserva la tela La Santissima Trinità e la Vergine del 1751 ed un interessante tabernacolo barocco. Ai lati dell'altare due tele provenienti dal duomo di Schio, opera di Valentino Pupin: Ezechiele profetizza sulle ossa aride e La resurrezione di Lazzaro. Nel pavimento è presente il sigillo tombale della confraternita dei Trinitari. Nell'aula infine una semplice acquasantiera in pietra datata 1599.

### Chiostro ossario

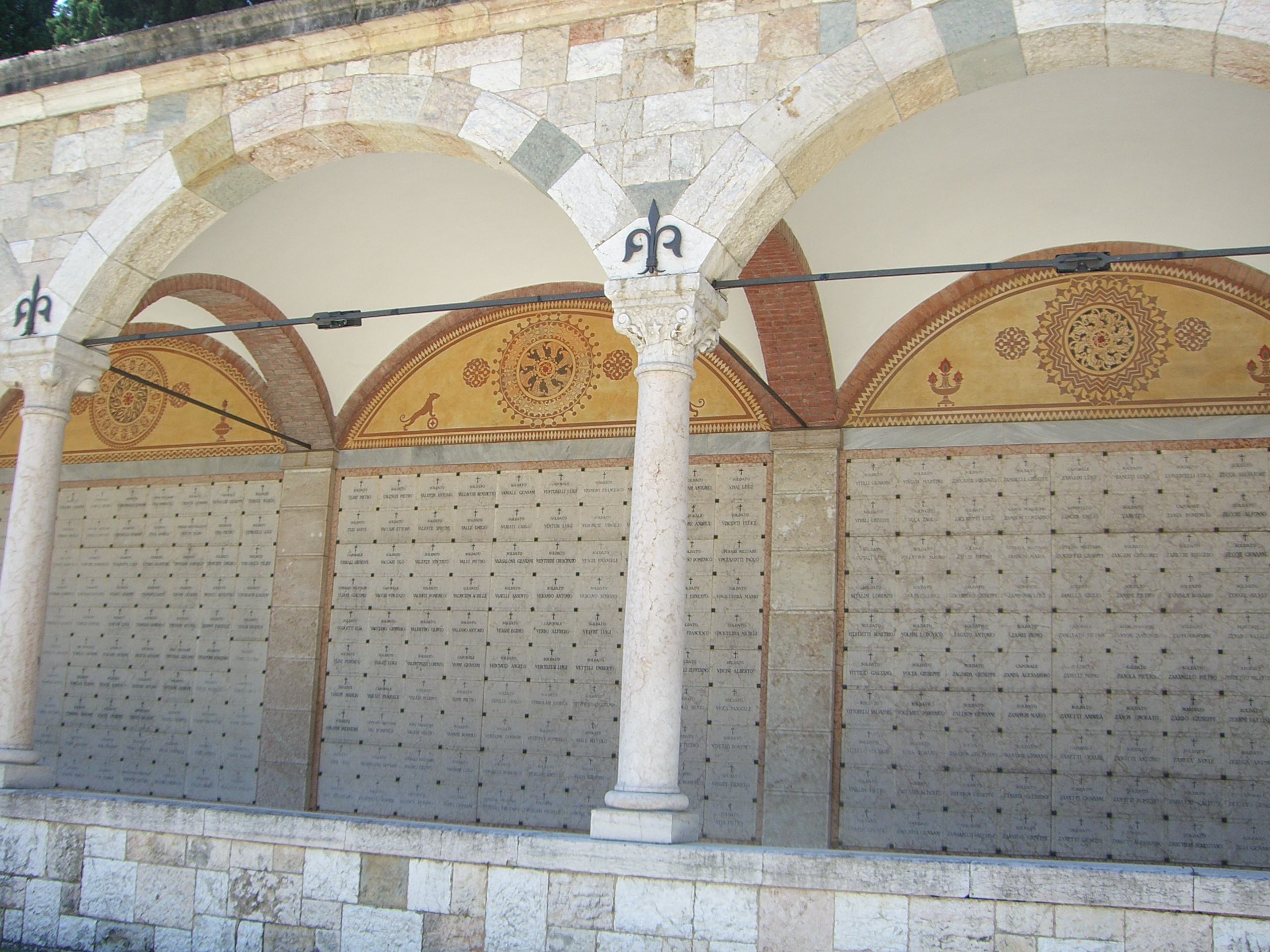
Particolare del chiostro con le decorazioni pittoriche di Tito Chini

È il frutto della sistemazione del "cimitero militare della Santissima Trinità" realizzato nel 1930 su progetto di Pietro Del Fabro: un portico vicino allo stile romanico, elevato di due gradini rispetto al camposanto, e preceduto da una doppia cancellata in ferro battuto, circonda la chiesa su tre lati. Ogni lato del portico è lungo circa 70 metri e è concluso alle due estremità da propilei a pianta quadrata. L'apparato decorativo è opera di Tito Chini, mentre la "cappella degli eroi" collocata al centro del braccio principale presenta una lunetta decorata a fresco da Gian Maria Lepscky (Glorificazione dell'eroe) ed un busto bronzeo di Guglielmo Pecori Giraldi, opera di Alimondo Ciampi del 1934.